# Svjetlica (biljni rod glavočika)
Svjetlica (ptilostemon; lat. Ptilostemon), rod jednogodišnjeg i dvogodišnjeg raslinja i trajnica iz porodice glavočika rasprostranjenih od Sredozemlja do Kavkaza.
Postoji 15 vrsta, a dvije rastu i u Hrvatskoj, to su ukočena i zvjezdasta svjetlica) 

## Vrste
1. Ptilostemon abylensis (Maire) Greuter
2. Ptilostemon afer (Jacq.) Greuter
3. Ptilostemon casabonae (L.) Greuter
4. Ptilostemon chamaepeuce (L.) Less.
5. Ptilostemon diacanthus (Labill.) Greuter
6. Ptilostemon dyricola (Maire) Greuter
7. Ptilostemon echinocephalus (Willd.) Greuter
8. Ptilostemon gnaphaloides (Cirillo) Soják
9. Ptilostemon greuteri Raimondo & Domina
10. Ptilostemon hispanicus (Lam.) Greuter
11. Ptilostemon leptophyllus (Pau & Font Quer) Greuter
12. Ptilostemon niveus (C.Presl) Greuter
13. Ptilostemon rhiphaeus (Pau & Font Quer) Greuter
14. Ptilostemon stellatus (L.) Greuter
15. Ptilostemon strictus (Ten.) Greuter
16. Ptilostemon ×grandei (Petr.) Greuter
17. Ptilostemon ×pabotii Greuter
18. Ptilostemon ×parisiensis Greuter
19. Ptilostemon ×tauricola (Boiss. & Balansa) Greuter

## Sinonimi
- Chamaepeuce DC.; Prodr [A. DC.] 6: 657 (1838), nom. superfl.
- Koechlea Endl.; Gen. Pl., Suppl. 2: 48 (1842)
- Lamyra (Cass.) Cass.; Cuvier, Dict. Sci. Nat. ed. 2. 25: 218 (1822)
- Platyraphium Cass.; Cuvier, Dict. Sci. Nat. ed. 2. 35: 173 (1825)